# Ngbandinga
Ngbandinga est une commune rurale de la préfecture du Mbomou, en République centrafricaine. Elle s’étend au sud-ouest de la localité de Ouango, chef-lieu de sous-préfecture. 

## Géographie
Située au sud-ouest de la préfecture du Mbomou, la commune est frontalière du Congo RDC. 
|         | Ouango     |           |
| Ngandou | Ngbandinga | Congo RDC |
|         | Congo RDC  |           |

## Villages
La commune est constituée de 60 villages en zone rurale recensés en 2003 : Andaye, Bebe, Benza, Bobo, Bornou, Gbagaza, Gbiakette, Gogo, Goundou, Gueyoro, Kalengbonga, Kamobaya, Kassa, Kassoumba, Kazongo, Kémba, Kiboko, Kodrongue, Koliko, Kongandembo, Kpotoro, Kpoussa, Labakeze, Libanga, Libeda, Masse, Matongo, Mbonziriri, Mounzou Pendele, Ndegue, Nganguia, Ngbama, Ngbandoua, Ngombe, Ngoualo, Nguengue, Nzambo, Nziriri, Ouandemassa, Ouasseregue, Pelenga, Sango-Sango, Saouoro, Sepela, Sindo, Sirikota, Tambla Langba, Tangbando, Tingombe, Tipoye, Tohombi, Toki, Tomounga, Tondomazoma, Yaouilingangbo, Yotto, Zalo, Ziangba 1, Ziangba 2, Zolemon.

## Éducation
La commune compte 3 écoles recensées en 2015 : F1 de Bema, Ngombe et école Gbanga de Tondomozoumo.